# Parineeti Chopra
Parineeti Chopra (Ambala, Haryana, 22 de octubre de 1988) es una actriz y cantante india, popular por su actuación en películas en lenguaje hindi.

## Biografía
Chopra inicialmente aspiraba a seguir una carrera en las finanzas, pero después de obtener un título en negocios, finanzas y economía en la Manchester Business School, regresó a la India durante la recesión económica de 2009 y se unió a la compañía Yash Raj Films como consultora de relaciones públicas. Más tarde, firmó un trato con la compañía como actriz.
Chopra hizo su debut en cine con una aclamada actuación en la comedia romántica de 2011 Ladies vs Ricky Bahl, ganando el Premio Filmfare a Mejor Debut Femenina y una nominación a Mejor Actriz de Reparto. Siguió obteniendo la aclamación de la crítica general por sus papeles protagónicos en los éxitos de taquilla Ishaqzaade (2012), Shuddh Desi Romance (2013) y Hasee Toh Phasee (2014). La primera de ellas le valió el Premio Nacional de Cine - Mención Especial, mientras que las dos primeras le valieron dos nominaciones para el Premio Filmfare a la Mejor Actriz. Después de un paréntesis de tres años de la actuación a tiempo completo, protagonizó la comedia de gran éxito Golmaal Again (2017), una de las películas indias más taquilleras de todos los tiempos.

## Filmografía

### Cine
- 2011 -	Ladies vs Ricky Bahl
- 2012 -	Ishaqzaade
- 2013 -	Shuddh Desi Romance
- 2014 -	Hasee Toh Phasee
- 2014 -	Daawat-e-Ishq
- 2014 -	Kill Dil
- 2016 -	Dishoom	Muskaan
- 2017 -	Meri Pyaari Bindu
- 2017 -	Golmaal Again
- 2018 -	Sandeep Aur Pinky Faraar
- 2018 -	Namastey England
- 2019 -	Kesari